# Tiberium

Một quặng Tiberium được nhìn thấy trong Command & Conquer gốc

Tiberium (hoặc Ichor theo cách gọi của Scrin) là một chất hư cấu được sử dụng như là trung tâm của cốt truyện của phần lớn các trò chơi chiến lược thời gian thực trong thương hiệu Command & Conquer. Trong mỗi tựa trò chơi C & C đặt trong phân nhánh Tiberium (Tiberian Dawn, Tiberian Sun, Tiberium Wars và Tiberian Twilight), các tinh thể Tiberium đại diện cho các công cụ và chiến lợi phẩm của chiến tranh và được sử dụng bởi các người chơi để mua các đơn vị và các công trình mới, với mỗi phe phái của loạt game đều có cách trực tiếp hoặc gián tiếp chiến đấu với nhau để kiểm soát tinh thể. Tiberium có nguồn gốc ngoài Trái Đất và đi kèm theo nhiều hình thức, phổ biến chủ yếu là tinh thể màu xanh lá cây hoặc ở dạng tinh thể màu xanh dương hiếm hơn, theo hình thức "tĩnh mạnh". Nó cũng thể hiện ở dạng chất lỏng trong thời gian của Tiberium Wars.
Tiberium được trình bày như một lưỡi gươm hai lưỡi trong bối cảnh câu chuyện của các trò chơi tương ứng. Trong khi nó là loại khoáng sản lớn nhất chưa bao giờ gặp phải, thuận tiện trong việc tập hợp các nguyên tố thành một hình thức thu hoạch dễ dàng, nó cũng mang theo những mối nguy hiểm đáng kể: các khu vực giàu có với sự lây lan của Tiberium nhanh chóng làm kiệt sức các hệ sinh thái, và trở nên quá độc hại cho việc hỗ trợ các dạng sống carbon. Trong bối cảnh của game, Tiberium cũng có thể được nhìn thấy theo cách này với chiến thuật lợi thế rõ ràng của nó như là một tài nguyên, và hiệu ứng tiêu cực của nó đối với bộ binh, đôi khi biến đổi họ thành những khối thịt biết đi được gọi là Visceroids.
Tiberium là một mặt hàng, với tất cả mọi thứ xây dựng trong các trò chơi đều dựa trên chi phí từ các khoản tín dụng Tiberium. Nó có thể xuất hiện bất cứ nơi nào trên Trái Đất, nhưng lây lan chậm hơn ở những vùng khí hậu lạnh. Trong Tiberian Dawn và Tiberian Sun, nó sẽ lây lan rất chậm trong trò chơi nhưng chủ yếu xuất phát từ cây tạo Tiberium được gọi là Blossom Tree có khả ngăn phun các bào tử Tiberium vào không khí, còn trong Tiberium Wars, những cây này được thay thế bởi các vết nứt Tiberium trong lớp vỏ của Trái Đất, và Tiberium sẽ không lan ra ngoài bán kính nhất định của các vết nứt. Dù dược tạo ra bằng cách nào đi chăng nữa, nó được thu hoạch bằng các loại xe được gọi là Harverster. Là loại tiền, Tiberium được thu thập để xây dựng công trình và để đào tạo các đơn vị ..
Chất này được đặt tên như vậy bởi vì nó lần đầu tiên được phát hiện gần sông Tevere ở Ý, có tên tiếng Anh là Tiber và tên tiếng Latin là Tiberis. Kane, người đã tuyên bố là trong thực tế, Brotherhood of Nod là người đầu tiên phát hiện Tiberium, nói rằng mình đã tiên đoán trước sự xuất hiện của nó và đã tự mình đặt tên cho nó dựa trên tên của Tiberius Caesar Augustus .

## Khái niệm
Tiberium lần đầu tiên được giới thiệu vào năm 1995 trong Command & Conquer để thay thế cho "gia vị" từ Dune II là nguồn tài nguyên khai thác để xây dựng và mở rộng và được lấy cảm hứng từ bộ phim hạng B năm 1957 là "The Monolith Monsters" . Theo người đồng sáng lập Westwood Studios là Louis Castle: "Nó giải quyết một trong những vấn đề cơ bản chúng tôi đã có với việc làm một game RTS, là chúng tôi muốn có một nguồn tài nguyên trung tâm mà tất cả mọi người chiến đấu vì nó. Dune có gia vị, trong đó thực hiện hoàn hảo và nó cũng được sử dụng khi chúng tôi đến với ý tưởng của Tiberium. Nó trở thành cột mốc của vũ trụ C & C bởi vì mọi người đã tranh cãi về một nguồn tài nguyên giới hạn mà đại diện cho sự giàu có và quyền lực" .
Trong Tiberian Dawn, Tiberium được cho là bao gồm 42,5% phosphor, 32,5% sắt, 15,25% calci, 5,75% đồng, 2,5% silica, và 1,5% chất không rõ. Chất khí của nó thải ra là bao gồm 22% methane, 19% lưu huỳnh, 12% naphtalen, 10% argon, 6% isobutane, 2% xylene, và 29% khí không rõ.
Đối với sự phát triển của Command & Conquer 3: Tiberium Wars, Electronic Arts đã quyết định hoàn toàn thay đổi thành phần của nó, và các nhà khoa học đưa từ Viện Công nghệ Massachusetts đã cung cấp một tờ giấy trắng mô tả khoa lý sinh của Tiberium, cấu trúc nguyên tử, phương pháp về sự biến đổi, hình thức của bức xạ mà nó phát ra, và cách để khai thác nó để cung cấp năng lượng cho máy móc và vũ khí; làm cho nó thích hợp cho một tạp chí khoa học, bài viết về một chất thực sự .
Mike Verdu, giám đốc sản xuất của Electronic Arts, cung cấp các phân tích khoa học sau đây của Tiberium từ quan điểm của vũ trụ trong trò chơi:
Tiberium là một mạng lưới dày đặc "proton năng động" được tổ chức với nhau bằng các hạt nặng kỳ lạ. Khi Tiberium tiếp xúc với vật chất khác, các hạt nặng ngẫu nhiên va chạm với hạt nhân của vật chất mục tiêu, đập vỡ nó ra từng mảnh (trong trường hợp của hạt nhân nhỏ hơn) hoặc từng bước loại bỏ proton hay neutron (trong trường hợp của hạt nhân nặng hơn). Tiberium chiếm một phần nhỏ các proton được phóng ra trong quá trình va chạm và kết hợp chúng thành các cấu trúc riêng của nó, do đó vật chất biến đổi thành Tiberium. Bất cứ khi nào một trong những hạt nặng  muon hay tauon-va chạm với một hạt nhân nguyên tử, phân hạch xảy ra, với kết quả là sự sản xuất bức xạ alpha, beta, và gamma cũng như các dạng khác của bức xạ điện từ (như tia hồng ngoại). Trong quá trình biến đổi, hạt nhân mà Tiberium đã tiếp xúc với có thể được thay đổi thành các hạt nhân với (thường là ít hơn) số lượng các proton hoặc neutron khác nhau.— Mike Verdu, sống chung với Tiberium
Verdu mô tả Tiberium như là trung tâm của vũ trụ hư cấu C & C cũng như: "Tinh thể bí ẩn này là cốt lõi của lối chơi của chúng tôi cũng như các tiểu thuyết của chúng tôi. [...] Tiberium là Thần lực, là Spice, là Chiếc nhẫn độc nhất, và là thế giới Ma trận của chúng tôi. Tất cả mọi thứ trò chơi của chúng tôi ở được xác định bởi mối quan hệ của nó với Tiberium " .

## Mô tả
Trong vũ trụ của trò chơi, tinh thể Tiberium sinh sôi nảy nở trong một số cách khác nhau. Trong cách phổ biến và đơn giản nhất, một "hạt" Tiberium sẽ gửi ra bên ngoài "rễ", sẽ tạo ra nhiều hạt hơn. Tiberium cũng lây lan bằng cách lây nhiễm cho cây và biến đổi chúng thành cái gọi là "Blossom Trees" với khả năng gieo trồng các chất trên một khu vực rộng lớn của vùng đất. Phá hủy một Harester, Refinery, Cyborg, Tiberium Spike, hoặc các vật thể có chứa đơn vị Tiberium sẽ khiến một lượng nhỏ của Tiberium sẽ được lây lan. Trong Tiberium Wars, nó lây lan bằng cách phát triển ra khỏi mặt đất từ các vết nứt Tiberium trong lớp vỏ Trái Đất. Verdu mô tả Tiberium là "bãi quặng kỳ quặc của tinh thể màu xanh lá cây [giết] tất cả mọi thứ xung quanh nó". Chất này có khả năng phóng xạ và cực kỳ độc hại với các dạng sống dựa trên carbon, gây ra chết hoặc là đột biến di truyền nghiêm trọng cho cả cây cối, con người và động vật. Nó tái tạo lại bằng cách chuyển đổi tất cả mọi thứ xung quanh nó thành Tiberium hơn hoặc thông qua đột biến của cây cối, hoặc thông qua sự đồng hoá trực tiếp các chất khác trong cấp độ nguyên tử, thông qua đó dần dần bao phủ toàn bộ bề mặt của Trái Đất. Nó cho bức xạ, mà trong vũ trụ của trò chơi được khai thác để làm năng lượng và làm vũ khí. Trong những lời của Verdu thì "một món quà và lời nguyền - một tài nguyên và một bệnh dịch" .
Tiberium là chất có nguồn gốc ngoài Trái Đất và được giới thiệu với thế giới thông qua một vụ va chạm thiên thạch gần sông Tiber ở Ý, trong năm 1995. Tiếp xúc của con người, động vật hay bất kỳ sinh vật dựa trên carbon nào với Tiberium, được thông qua tiếp xúc hoặc hít phải, sẽ dẫn đến kết quả là chết hoặc đột biến, với cơ chế (hay mục đích) sau này không được tiết lộ trong trò chơi. Verdu mô tả Red Zone là "giống như bề mặt của một thế giới xa lạ". Một phần của cốt truyện của trò chơi bao gồm việc có nhiều nhà khoa học suy đoán rằng một chủng tộc ngoài hành tinh sử dụng Tiberium đã phóng một quả thiên thạch tiberium vào Trái Đất nhằm biến đổi hành tinh theo yêu cầu riêng của họ. Suy đoán này được tạo ra trong Tiberium Wars, khi lực lượng người ngoài hành tinh được biết đến như là Scrin đến Trái Đất đến để thu hoạch Tiberium và đã được chứng minh là hoàn toàn phụ thuộc vào thứ tinh thể này.
Bộ binh không được bảo vệ đi qua một bãi quặng Tiberium là rất nguy hiểm, từ việc tiếp xúc trực tiếp với chính Tiberium và do đó chuyển đổi thành Tiberium hoặc bỏng bức xạ và nhiễm độc phóng xạ. Binh lính mang áo giáp đặc biệt, xe tăng và các xe khác trong Tiberium Wars do đó có lớp bảo vệ che chắn chống Tiberium. Tuy nhiên, che chắn là không hoàn hảo, vì nó chỉ đơn giản là làm chậm quá trình chuyển đổi và được dựa trên một thực tế là một số loại vật chất cần mất nhiều thời gian để Tiberium chuyển đổi hơn những thứ khác. Một phương pháp khác cũng được sử dụng thường xuyên là "sonic cộng hưởng"; các thiết bị phát ra âm thanh ở tần số cụ thể, tạo ra các sóng âm ngăn chặn sự lây lan của Tiberium và được sử dụng trong Blue Zone để tạo ra các "lá chắn âm thanh" nhằm đảm bảo rằng các bãi quặng Tiberium sẽ không lan rộng (về sau còn được sử dụng để chống lại Scrin do chúng là loại sinh vật dựa trên và phụ thuộc vào tiberium). Sự lây nhiễm Tiberium trong vòng 20 giây đòi hỏi phải điều trị ngay tại cơ sở y tế được trang bị đúng cách .
Điều gì xảy ra nếu bạn tiếp xúc với Tiberium?. Không có gì tốt. Nếu bạn tiếp xúc trực tiếp với Tiberium, chất màu xanh lá cây sẽ bắt đầu dính vào với làn da của bạn trong vòng khoảng 20 giây. Bạn sẽ cảm thấy một cảm giác bỏng mãnh liệt, tương tự như chạm vào một chảo nóng hoặc axit tràn trên da của bạn. Một sự lây nhiễm lớn sẽ có biểu hiện nhiễm trùng nếu bạn không được điều trị ngay lập tức. Thịt của bạn sẽ bắt đầu xuất hiện một màu xanh thủy tinh khi nó bắt đầu kết tinh, cuối cùng cơ quan nội tạng của bạn sẽ ngưng hoạt động khi tinh thể Tiberium cứng nhắc lan rộng khắp cơ thể của bạn. Nếu bạn hít thở trong tinh thể thì sau đó nó sẽ tràn vào trong phổi của bạn. Bạn sẽ mất khả năng hấp thụ oxy vì mô phổi của bạn kết tinh. Cuối cùng bạn sẽ bắt đầu ho ra máu và sẽ xuất huyết đến chết.— Mike Verdu, sống chung với Tiberium

Một con người bị nhiễm Tiberium

Tiberium, nói theo cách của Verdu là "đơn giản" và một phần "thanh lịch" của thiết kế trò chơi. Nó là một nguồn tài nguyên có trong cả cốt truyện tổng thể và kinh tế của trò chơi trong thực tế. Một số thuộc tính của nó, bao gồm sự cân bằng giữa thu hoạch nó và thiệt hại mà nó gây ra cho bộ binh có tiếp xúc với nó, làm cho chiến lược của trò chơi phức tạp hơn cho người chơi. Tiberium cung cấp cho tiêu điểm cho các cuộc xung đột, và sự suy giảm và tái phát triển của bãi quặng như điều khiển cả tốc độ chơi game và ngăn ngừa một nền kinh tế chạy trốn .

## Thông tin bên lề
- Trong một chủ đề có đề cập đến thương hiệu Command & Conquer, The Sims 3: World Adventures chứa Tiberium trong hình thức của một di vật từ Ai Cập, bằng cách kết hợp một số di vật bằng cách sử dụng màn hình hiển thị Carter, hoặc phá không gian đá bằng cách sử dụng các Ban Breaker. Nó sẽ bắt đầu ra như là một Spire Cut Tiberium nhỏ có thể được bán được 89 Simoleons, nhưng trong một ngày, nó sẽ trở thành một Spire Cut Tiberium lớn trị giá 30k Simoleons. Để lại Spire Cut Tiberium lớn trên sân cỏ sẽ sản sinh ra nhiều Spire Cut Tiberium. Để lại một mảnh của Tiberium trong túi đồ của Sim trong một thời sẽ khiến Sim bị "Ngộ độc Tiberium" làm giảm tâm trạng của Sim bởi 20, làm cho chúng bị bệnh rất nặng và ói mửa thường xuyên. Cây dường như được miễn dịch với ngộ độc Tiberium.
- Trong Sim City 4, khi đặt các khu công nghiệp, một ngành công nghiệp công nghệ cao có tên là Kane Tiberium cuối cùng sẽ xuất hiện.
- Một công thức cho sự ngộ độc đã được thể hiện ngắn gọn trong video âm nhạc của Lady Gaga là bài hát " Điện thoại " nhắc đến 1 ly Tiberium"
- Tên gọi Ichor đến từ thần thoại Hy Lạp, đó là chất chảy trong tĩnh mạch của các vị thần, hiểu nôm na là máu của thần. Cái tên này có thể xuất phát từ một thực tế là Scrin gần như hoàn toàn phụ thuộc vào tiberium, nếu không có tiberium, chúng sẽ chết